# Jouleen Gruhn
Jouleen Gruhn (* 1984 in Brandenburg an der Havel) ist eine deutsche Politikerin (BSW). Seit 2024 ist sie Mitglied im Landtag Brandenburg und dessen Vizepräsidentin.

## Leben und Beruf
Jouleen Gruhn ist seit 2010 approbierte Ärztin. Ab 2011 war sie in verschiedenen Kliniken in Berlin und Brandenburg beschäftigt. Von 2017 bis 2020 übernahm sie im Gesundheitsamt Potsdam unter anderem die Leitung des Infektionsschutzes sowie die Überwachung der Hygienestandards in Krankenhäusern und anderen medizinischen Einrichtungen. Seit Anfang 2021 leitete Gruhn das Referat Krankenhaus und Krankenhausplanung im brandenburgischen Gesundheitsministerium. Sie war zunächst für die Umsetzung der vom Bund beschlossenen Krankenhausreform zuständig.

## Politik
Sie wurde 2024 Mitglied des Bündnis Sahra Wagenknecht und wurde Beisitzerin im Landesvorstand des BSW Brandenburg. Bei der Landtagswahl in Brandenburg 2024 wurde sie über den zweiten Listenplatz der BSW-Landesliste in den Landtag gewählt. Sie wurde zur Vizepräsidentin des Landtags gewählt.
Gruhn kritisierte mehrfach die Krankenhausreformpläne von Bundesgesundheitsminister Karl Lauterbach. Sie tritt darüber hinaus für ein Ende der deutschen Waffenlieferungen an die Ukraine ein.